# Rundbryum
Rundbryum (Bryum miniatum) är en bladmossart som beskrevs av Lesquereux 1868. Rundbryum ingår i släktet bryummossor, och familjen Bryaceae. Arten har ej påträffats i Sverige. Inga underarter finns listade i Catalogue of Life.